# Oliver Hart
Oliver Simon D'Arcy Hart (né en 1948) est un économiste américain d'origine britannique, professeur à l'Université de Harvard. Il a reçu le Prix de la Banque de Suède en 2016.

## Biographie
Il étudie les mathématiques au King's College (Cambridge) et les sciences économiques à l'Université de Warwick. 
Docteur de l'Université de Princeton, il occupe successivement des postes de chercheur au Churchill College (Cambridge), Professeur à la London School of Economics and Political Science, au Massachusetts Institute of Technology, et finalement depuis 1993 à l'Université de Harvard.
Ses recherches portent sur la théorie de la firme, la théorie des contrats et la finance d'entreprise.
Dans une tribune publiée dans Le Monde en avril 2017, il fait partie des 25 lauréats du « prix Nobel » d'économie dénonçant le programme anti-européen de Marine Le Pen pour les élections présidentielles françaises de 2017.